# 진남초등학교 (광주)
진남초등학교는 대한민국 광주광역시 남구에 있는 초등학교다.

## 학교 연혁
- 2005. 11. 08. 진남초등학교 설립 인가
- 2007. 09. 01. 초대 정현창 교장 부임
- 2007. 11. 26. 개교(6학급)
- 2008. 02. 15. 제1회 졸업(졸업생 수 25명)
- 2008. 03. 01. 14학급으로 증설
- 2008. 04. 01. 15학급으로 증설
- 2008. 06. 01. 17학급으로 증설
- 2009. 02. 12. 제2회 졸업(졸업생 수 76명, 누계 101명)
- 2009. 03. 01. 22학급으로 증설
- 2010. 02. 11. 제3회 졸업(졸업생 수 105명, 누계 206명)
- 2010. 03. 01. 제2대 김형칠 교장 부임
- 2010. 03. 01. 25학급(특수1)으로 증설
- 2010. 09. 01. 27학급으로 증설
- 2011. 02. 17. 제4회 졸업(졸업생 수 152명, 누계 358명)
- 2011. 03. 01. 30학급으로 증설
- 2012. 02. 14. 제5회 졸업(졸업생 수 150명, 누계 508명)
- 2012. 03. 01. 32학급으로 증설
- 2012. 09. 01. 제3대 한용식 교장 부임
- 2013. 02. 15. 제6회 졸업(졸업생 수 152명, 누계 660명)
- 2013. 03. 01. 33학급으로 증설
- 2014. 02. 18. 제7회 졸업
- 2014. 03. 01. 32학급 편성
- 2014. 09. 01. 제4대 강향자 교장 부임